# Булах Вікторія Володимирівна
Вікторія Володимирівна Бабич (Булах) (нар. 22 квітня 1974, місто Охтирка Сумської області) — український діяч, 1-й секретар Охтирського міського комітету від Комуністичної партії (КПУ) Сумської області. Народний депутат України 7-го скликання.

## Біографія
Народилась у родині службовців. 

### Освіта
Навчання розпочала в Охтирській середній школі № 1, після закінчення якої вступила до Сумського торговельного училища, яке закінчила у 1992 році. У 2009 році паралельно працюючи закінчила Харківський інститут управління.

### Кар'єра
Трудову діяльність розпочала завідувачкою буфету в Охтирській районній раді Сумської області. З 1995 року по 2001 рік працювала реєстратором у стоматологічній клініці міста Охтирки.
З 2001 року — приватний підприємець.
Член КПУ. З 2001 року — секретар, 1-й секретар Охтирського міського комітету ЛКСМУ Сумської області.
У 2007 році закінчила Вищу партійну школу при ЦК КПУ і була обрана першим секретарем Охтирського міського комітету Компартії України. У 2008 році обрана членом Центрального комітету Комуністичної партії України.
З 2006 року — депутат Охтирської міської ради, помічник народного депутата України від КПУ.
Народний депутат України 7-го скликання з .12.2012 до .11.2014 від КПУ № 22 в списку. Член фракції КПУ (з грудня 2012 до липня 2014). Голова підкомітету з питань гарантування вкладів громадян та захисту прав споживачів фінансових послуг Комітету з питань фінансів і банківської діяльності (з .12.2012).